# 白山洞門
白山洞門（はくさんどうもん）は、高知県土佐清水市足摺岬にある海蝕洞である。高知県の天然記念物に指定されている。

## 概要
足摺岬の西方にある。花崗岩で形成された岩盤が波の浸食により洞門となった。足摺岬周辺には海蝕洞が数多く見られるが白山洞門が最大規模である。高さ16m、幅17mで花崗岩の海蝕洞では日本一の規模であるとされる。昭和28年（1953年）1月16日に高知県の天然記念物に指定された。
高知県道27号線脇の「万次郎足湯」から眺めるのが一番である。また、洞門本体真際にまで遊歩道が整備されており間近に見ることも出来る。
岩峰の頂上には白山神社が祀られているが、上部は岩場となっており、手摺や鎖場は設けていないため遊歩道脇にある鳥居より遙拝することを呼びかけている。

## 交通アクセス
- 土佐くろしお鉄道中村線 中村駅から高知西南交通バス「足摺岬行き」で1時間40分、「白皇神社前」下車、徒歩5分